# Jalil Anibaba

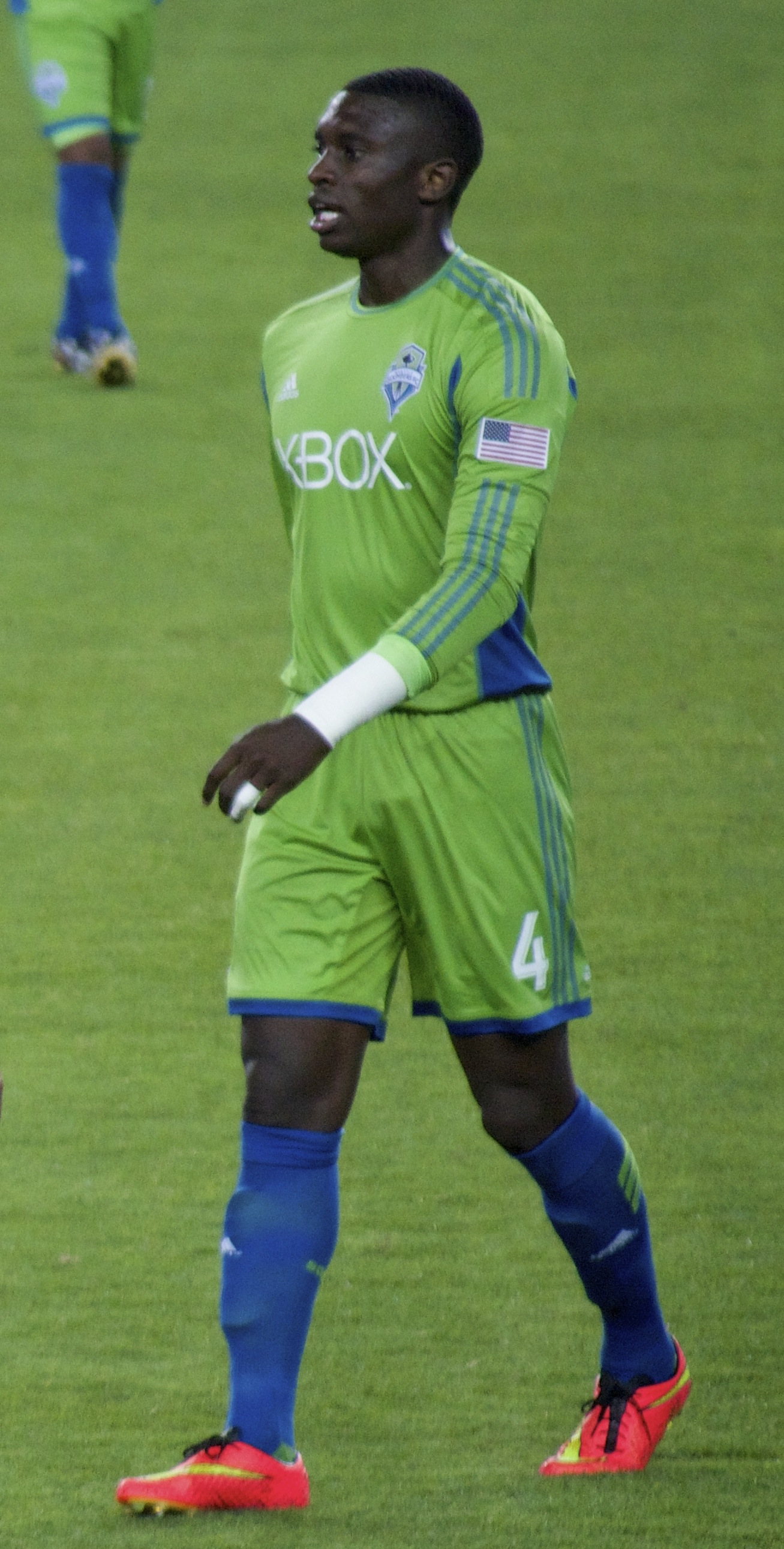
Jalil Anibaba v roce 2014

Jalil Anibaba [dželil anybabe] (* 19. října 1988, Fontana, Kalifornie, USA) je americký fotbalový obránce a bývalý mládežnický reprezentant USA nigerijského původu, od roku 2016 hráč klubu Houston Dynamo. Hraje primárně na postu stopera (středního obránce), alternativně na pravé straně defenzivy.

## Klubová kariéra
- Santa Clara Broncos (mládež)
- North Carolina Tar Heels (mládež)
- Carolina Dynamo 2010
- Chicago Fire 2011–2013
- Seattle Sounders FC 2014
- Sporting Kansas City 2015
- Houston Dynamo 2016–

## Reprezentační kariéra
Anibaba nastupoval za reprezentační tým USA do 18 a do 20 let.